# Quartenharmonik

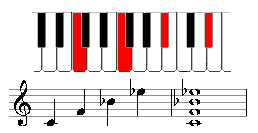
Vierstufige Quartschichtung

Die Musiktheorie bezeichnet musikalische Strukturen, bei denen eine reine Quarte (Hörbeispielⓘ) deutlich bevorzugt wird, als Quartenharmonik.
Der relativ junge Terminus ist als bewusster Gegensatz zur traditionellen Terzenharmonik konstruiert. Das dem westlichen Ohr vertraute tonale Hören in Dur- und Moll-Akkorden (Hörbeispielⓘ) beherrschte die abendländische Musik zwischen 1600 und 1900 und ist bis heute musikalisch bedeutsam. Darin sind die beiden Intervalle der großen und kleinen Terz (Hörbeispielⓘ) das maßgebliche harmonische Strukturelement.
Das zweistimmige Musizieren in Quartparallelen kam in Europa bereits im Mittelalter auf und war eine der frühesten Formen der europäischen Mehrstimmigkeit. Mit dem musikalischen Übergang vom Mittelalter zur Renaissance wurde diese Praxis durch terzbezogene Tonalitäten abgelöst. Seit dem Beginn des 20. Jahrhunderts spielen Quartzusammenklänge in vielen zeitgenössischen Musikstilen wieder eine bedeutende Rolle. Die Quartenharmonik beschäftigt sich mit strukturellen Gemeinsamkeiten von Musikstilen, deren Entstehung räumlich und/oder zeitlich zum Teil sehr weit auseinanderliegt und die darum sehr unterschiedlich klingen können.

## Einführung: Intervalle und Akkordsymbole
Die Harmonik als Teil der Musiktheorie beschäftigt sich mit den Eigenschaften gleichzeitig erklingender Töne. Der Tonhöhenunterschied zweier Töne im Abstand (lateinisch intervallum) der reinen Quarte beträgt fünf Halbtöne (Hörbeispielⓘ); der Name Quarte (lateinisch quartus, vierter) rührt daher, dass bei den meisten gebräuchlichen Tonleitern der vierte Ton diesen Abstand zum Grundton hat (einige typische Hörbeispieleⓘ).
Zum leichteren Verständnis sind hier noch einmal die im Text häufig verwendeten Intervalle aufgeführt.

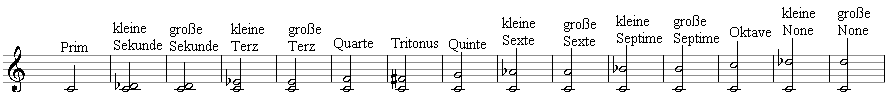
Prim bis Quinte
Quinte bis None

Der Begriff Intervall bezeichnet den Tonhöhen-Abstand zwischen zwei nacheinander oder gleichzeitig erklingenden Tönen. Unter einem Komplementärintervall versteht man dabei jenes Intervall, das ein anderes Intervall zu einer Oktave ergänzt: bei einer Terz also eine Sexte. Von einer Unter-quart (entsprechend Unterquint, Unterterz usw.) spricht man, wenn der obere Ton eines Intervalls um eine Oktave nach unten versetzt wird. Aus der Quinte C – G wird so zum Beispiel die Unterquart G – C.
Bei den im Artikel verwendeten Akkordsymbolen bestimmt der Großbuchstabe den Grundton des aus Prime, großer Terz und Quinte bestehenden Dreiklangs in Dur. Der Zusatz m steht für Moll: Hier erklingt anstelle der großen eine kleine Terz im Abstand zum Grundton. Danebengestellte Zahlen, mit oder ohne den Zusatz add, geben zusätzliche Töne im Abstand zum Grundton an: So bezeichnet C6 oder Cadd6 die Töne C – E – G – A. C7 bezeichnet einen C-Dur-Akkord mit zusätzlicher kleiner Septime, also die Töne C – E – G – B. Dieser Akkord fungiert in der klassischen tonalen Musik als Dominantseptakkord.
Der Zusatz maj7 (Abkürzung des englischen major seventh) zeigt die Dreiklangserweiterung mit einer großen Septime an. Beide Septimakkorde können zusätzlich mit der großen (leitereigenen) None erweitert werden und heißen dann C7/9 oder Cmaj7/9. Das Kürzel sus4 (von englisch suspended fourth: Quartvorhalt) drückt aus, dass der erwarteten Terz in einem stabilen Dur- oder Molldreiklang eine Quarte vorausgeht. In der modernen Musik hat sich dieser Klang aber so weit verselbstständigt, dass er auch für sich stehen kann und nicht in einen Dreiklang weitergeführt („aufgelöst“) werden muss.

## Elemente der Quartenharmonik

### Kurze Geschichte der Quarte
Die Griechen der Antike nannten das zur Gruppe der wohlklingenden Intervalle der Symphonia gehörende Quartintervall Syllabe (griechisch „Zusammenfassung“) und später Diatessaron (griechisch „durch vier“, „aus vier“). Sie bildet das Rahmenintervall des in der griechischen Musiktheorie wichtigen Tetrachords.
Im Mittelalter gehörte die Quarte zuerst zu den concordantiae, einer als „wohlklingend“ empfundenen Gruppe von Intervallen, zu welcher Prime, Oktave, Quinte und später die Terz gezählt wurden. Seit dem 12. Jahrhundert begriffen Komponisten und Musiktheoretiker sie dann im Falle eines Auftretens zwischen der untersten Stimme und einer Oberstimme als auflösungsbedürftige Dissonanz.
Im 13. Jahrhundert stand die Quarte zusammen mit der Quinte in der Mittelposition der concordantiae mediae, bis sie im 15. Jahrhundert schließlich als echte Dissonanz gehört wurde und damit ganz aus der Gruppe der concordantiae ausschied.

Die Sicht der modernen Akustik stützt die (aus der griechischen Antike übernommene) mittelalterliche Interpretation insofern, als bei den Intervallen Oktave, Quinte und Quarte in der Tat besonders einfache Schwingungszahlenverhältnisse vorliegen. Bei der Oktave beträgt dieses 1:2, das heißt die Oktave a2 des Kammertons a1 (440 Hz) schwingt mit 880 Hz. Bei der Quinte beträgt dieses Verhältnis 2:3 (die Oberquinte e2 des Kammertons schwingt also mit 660 Hz); für die sich als Komplementärintervall ergebende Quarte zwischen e2 und a2 (660 und 880 Hz) beträgt die Proportion dementsprechend 3:4. Diese Zahlenverhältnisse waren, zum Beispiel durch Experimente am Monochord, grundsätzlich auch schon den antiken und mittelalterlichen Musiktheoretikern vertraut.

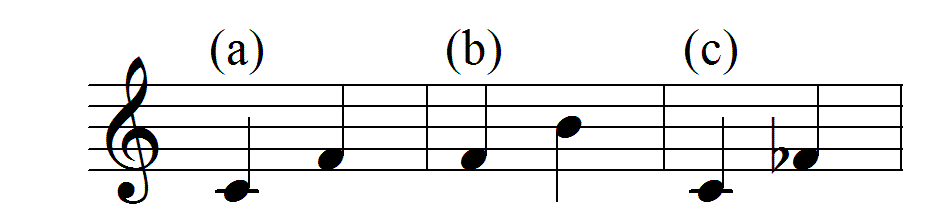
mit reinen (a), übermäßigen (b) und verminderten (c) Quarten

Bei den folgenden historischen Ausführungen sei auf das sich wandelnde Frequenzverhältnis der Töne untereinander bei der pythagoreischen Stimmung, der mitteltönigen, gleichstufigen und wohltemperierten Stimmung hingewiesen.
Im Laufe der europäischen Musikgeschichte wurden bestimmte Intervalle in polyphoner Musik also offenbar zunächst gerade wegen ihrer einfachen akustischen Beziehung bevorzugt. Die Entwicklung zwischen dem 12. und dem 16. Jahrhundert ist dann, stark vereinfachend, von folgenden Entwicklungslinien gekennzeichnet:
1. Die mit Hilfe „einfacher“ Intervallbeziehungen erzielten Klangwirkungen nehmen zunächst eine bevorzugte Stellung ein.
2. Diese Klänge verlieren in der weiteren geschichtlichen Entwicklung die Bedeutung, die sie einst einmal hatten, während die „komplexeren“ Intervalle (Terzen, Sexten, Tritonus) mehr und mehr vom Rand ins Zentrum des musikalischen Interesses rücken.
3. Mit dem Ende der mittelalterlichen Musik werden einige ihrer grundlegenden Prinzipien durch neuere Regeln der Stimmführung quasi abgeschafft oder zumindest äußerst restriktiv gehandhabt (daher beispielsweise das Verbot der Parallelführung von Oktaven und Quinten).

Die Musik des 20. Jahrhunderts stellte dann ihrerseits das Regelwerk der „klassischen“ europäischen Tonkunst zur Disposition. So wurden neben bewussten Rückgriffen auf das Mittelalter (zum Beispiel bei Erik Satie) auch völlig neuartige Klänge komponiert, die sehr häufig das Intervall der Quarte als Strukturelement einbeziehen.

### Definition
Der Begriff Quartenharmonik bezeichnet die Bildung harmonischer Strukturen auf der Basis des Intervalls der Quarte im Gegensatz zur traditionellen Schichtung von Akkorden in Terzen. Während in der dur-moll-tonal gebundenen europäischen Musik (zwischen circa 1600 und 1900) solche quartharmonischen Klänge als auflösungsbedürftige Vorhalte in der Stimmführung besonders behandelt werden mussten, verselbständigten sie sich in der späteren Musik zusehends. Jazz und Rock verwenden Quartharmonien seit den 1960er Jahren mit Vorliebe. Entsprechend zu dieser akkordbezogenen (vertikalen) Strukturierung ist eine melodisch orientierte (horizontale) Verwendung von Quarten gebräuchlich, für die sich der parallele Begriff Quartenmelodik jedoch (bislang) nicht durchsetzen konnte. Eine weitere Form ist die Quartenkopplung. Dies bedeutet, dass man Quarten zur Anreicherung von Klängen benutzt, so wie das normalerweise mit Terzen, Oktaven oder Sexten gemacht wird.
Ausgearbeitete Theoriesysteme und Betrachtungsmodelle, welche die harmonische Interpretation von Vierklängen, Fünfklängen und ganzer Sätze ermöglichen (wie sie für die Dreiklangsharmonik mit der Funktionstheorie oder der Stufentheorie und dem Kadenzbegriff existieren), haben sich in Bezug auf die Quartenharmonik nicht entwickelt. In der Literatur finden sich mitunter auch die Begriffe Quartenschichtung, Quartturm, Quartenstruktur und Quartklang, ohne dass diese gegenüber Quartenharmonik und Quartenakkord genau differenziert sind.

### Eigenschaften des Quartenakkordes
Quartenakkorde klingen etwas „unstet“, da ihnen eine Tendenz zum Verlassen der Tonart eigen ist. Die Quarte ist das Komplementärintervall der Quinte, das heißt, die beiden Intervalle „verschmelzen“ übereinandergeschichtet zur Oktave und führen so wieder in den Ausgangston zurück. Wenn man dem Quintenzirkel in seiner „kadenzierenden“ Richtung (G → C → F → B und so weiter) folgt, bewegt man sich demnach in aufsteigenden Quarten (dies ist der Hauptgrund dafür, dass einige moderne Theoretiker bei vorwiegend harmonischen Betrachtungen lieber vom „Quartenzirkel“ sprechen). Die „eingebaute“ kadenzierende Dynamik des Modells – G wirkt funktional als Dominante nach C, dieses strebt wiederum nach F und so weiter – erklärt, warum Quarten die Eigenschaft haben, jeweils ein neues tonales Zentrum anzudeuten, beziehungsweise zur Ausgangstonalität in recht instabilem Verhältnis zu stehen. Damit eignet sich die Quarte hervorragend für Rückungen, da ihr jeweils die Tendenz innewohnt, zu einer neuen Grundtonart zu verschieben (siehe auch: Modulation (Musik)).

### Abgrenzungsprobleme
Die Frage, ob auf Quarten beruhende Gebilde aus Sicht der Quartenharmonik interpretiert werden sollten, oder ob es eher sinnvoll ist, sie noch im Rahmen herkömmlicher Systeme wie der Funktionstheorie oder Stufentheorie zu deuten, ist jeweils vom Einzelfall abhängig und manchmal nicht eindeutig zu beantworten. Mitunter können beide Interpretationsansätze sinnvoll sein und zu verschiedenen Ergebnissen führen.

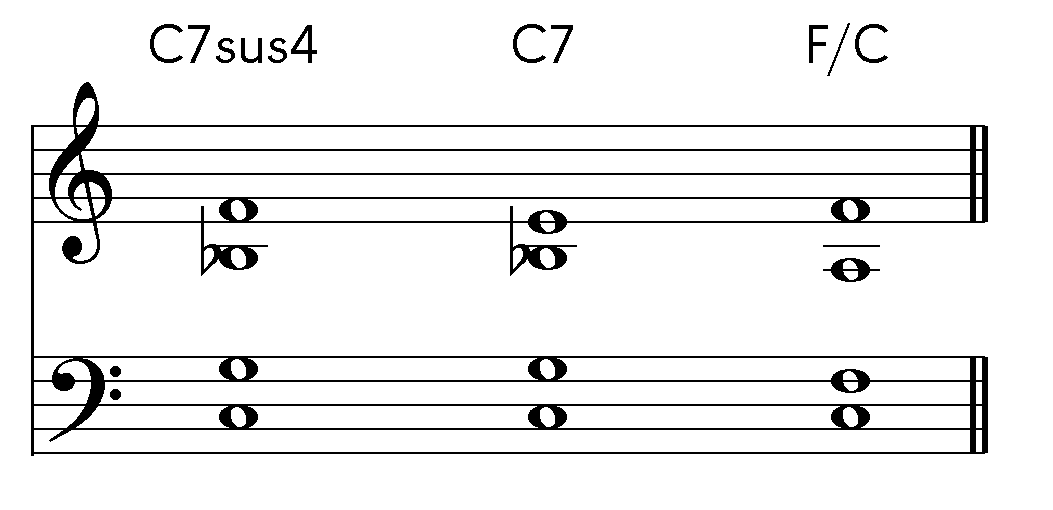
Verschiedene Deutungsmöglichkeiten einer Quartenschichtung: Quartvorhalt, Dominantsept- und Tonika-Quartsextakkord

Dies wird deutlich, wenn man sich klarmacht, das zum Beispiel der Quartakkord C – F – B im Sinne der herkömmlichen Harmonielehre auch als C-Dur-Septakkord mit kleiner Septime, ausgesparter Quinte und einer durch die Quarte ersetzten Terz (Quartvorhalt), also C7sus4 gesehen werden kann. Andere Deutungen, wie zum Beispiel als Umkehrung (Quartsextakkord) von F7sus4, wären auch denkbar. Selbst aus vier oder mehr Tönen bestehende Quartschichtungen lassen sich in ähnlicher Weise deuten. So könnte man den Quartakkord C – F – B – Es ebenso als c-Moll-Akkord mit kleiner Septime und zusätzlicher Quarte Cm7/4 oder Cm11, oder auch, um nur eine der vielen Möglichkeiten anzudeuten, als Umkehrung eines Es-Dur-Akkordes mit Sekundvorhalt und zusätzlicher Sexte Es6sus2 sehen.

Dem an tonales Hören gewöhnten Ohr bieten sich also viele Möglichkeiten, eine Quartschichtung zu interpretieren. Den Klang C – F – B wird der Hörer wohl am ehesten als Quartvorhaltsakkord von F-Dur, also C7sus4, deuten. In einen fünftönigen „Quartturm“ C – F – B – Es – As kann das Ohr einen As-Dur- oder f-Moll-Klang mit Zusatztönen hineininterpretieren. 

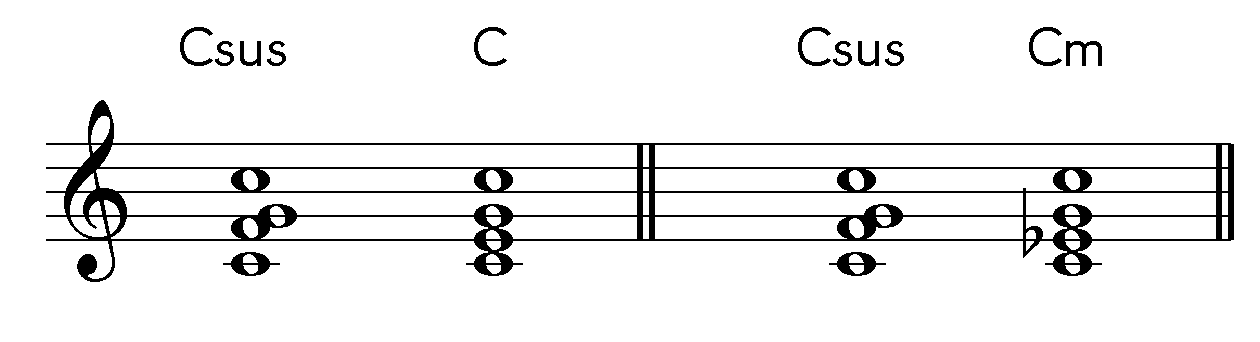
„Traditionelle“ Weiterführung des Vorhaltsakkordes in einen Dur- oder Molldreiklang

Die Frage, ob eine solche Vorgehensweise angebracht ist, sollte in jedem einzelnen Fall präzisiert werden: Ergibt die Interpretation eines Quartgebildes im Zusammenhang der zeitlich vorhergehenden und nachfolgenden Akkorde und musikalischen Entwicklung einen nachvollziehbaren und auch hörbaren funktionalen Sinn? Oder ist es nur noch eine Übung mit angestrengten Klimmzügen, um die Musik in das Prokrustesbett einer Theorie zu zwingen? Dabei kann es ein wichtiges Kriterium sein, ob Vorhalte und chromatische Veränderungen eines Akkordtones (Alterationen) aufgelöst beziehungsweise funktional deutbar fortgeführt werden. Sicherlich ist es auch bedeutsam, ob das Ohr durch mehrmaliges Hören (oder Studium des Notentextes) auf eine bestimmte harmonische Situation bereits vorbereitet ist.

## Geschichte
Das Musizieren mittels vokaler oder instrumental begleitender Parallelführung in verschiedenen Intervallen, auch dem der Quarte, ist für verschiedene auch außereuropäische Völker nachgewiesen und dürfte seit der Vorgeschichte üblich sein.

### Mittelalter
In der Musik des Mittelalters, der das Denken in der Dur-Moll-Tonalität noch fremd war, lassen sich viele Beispiele für einen musikalischen Aufbau unter der Bevorzugung von Quartschichtungen finden. Die Musica enchiriadis, eine um die Mitte des 9. Jahrhunderts entstandene Lehrschrift, bezeugt das parallele Singen in Quarten, Quinten und Oktaven. In der Musik der sogenannten Notre-Dame-Schule erreicht die Mehrstimmigkeit einen ersten Höhepunkt.
Durch die Verwendung der pythagoreischen Stimmung im Mittelalter erklangen die Intervalle Quarte (3:4), Quinte (2:3) und Oktave (1:2) mit Ausnahme der notwendigerweise bei dieser Stimmung auftretenden pythagoreischen Wolfsquinte als reine Intervalle. Alle anderen Intervalle galten als unrein.

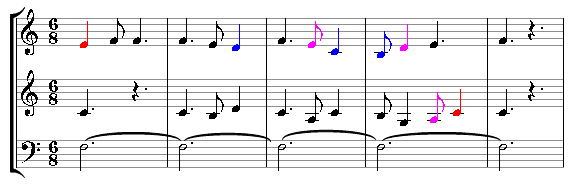
Quartenhäufung in Pérotins Alleluya

So nimmt zum Beispiel im Alleluya (Hörbeispielⓘ) von Pérotin die Quarte eine bevorzugte Stellung ein. Das Notenbeispiel zeigt, dass das Intervall der Quarte mit 14 von 27 Achteln einen Anteil von über fünfzig Prozent an der Häufigkeit der Intervallbeziehungen hat. Im Quartorganum wurde die führende Hauptstimme (Prinzipalstimme) von einer weiteren eine Quarte tiefer liegenden Stimme begleitet. Wichtig ist sie außerdem im Fauxbourdon: Dies ist eine im Prinzip zweistimmige Setzweise, in der die Außenstimmen bevorzugt im Sext- oder Oktavabstand stehen, wobei (nicht selten improvisatorisch) eine Mittelstimme im Quartabstand ergänzt werden muss. Allerdings ist der Fauxbourdon dabei als ein erster Schritt aus dem alten Quart/Quintsatz zu moderneren Dreiklangsstrukturen aus Sextakkorden zu sehen.

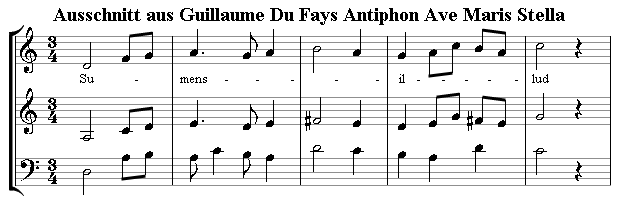
Unterquarten in Guillaume Du Fays Antiphon Ave Maris Stella

Das Problem der sich dabei ergebenden schon damals verpönten Quartparallelen umging man dadurch, dass man die Mittelstimme spielte, aber nicht notierte. Ein Beispiel hierfür ist der Anfang der Marien-Antiphon Ave Maris Stella (Hörbeispielⓘ) von Guillaume Du Fay, einem Meister des Fauxbourdon.
Das mittelalterliche Denken betrachtete außerdem die musikalischen Intervalle häufig auch aus philosophisch-theologischem Blickwinkel. So forderte Papst Johannes XXII. in einer Bulle aus dem Jahr 1325 in der Musik ausschließlich die Oktave als Symbol für die Vollendung und Seligkeit aller Heiligen in Gott, die Quarte zur Klage über irdische Unvollkommenheit und das Unfertige, sowie die Quinte als reinstes Intervall zu verwenden.

### Renaissance und Barock
In der Renaissance beginnt dann die Entwicklung auf die sich im Barock verwirklichende Dur-moll-Tonalität. In der um 1515 entstandenen Messe Missa Pange Lingua (Hörbeispielⓘ) oder dem zweistimmigen Domine, Dominus noster von Josquin Desprez ist davon noch wenig zu spüren. Auf- und absteigende sich überlappende Quarträume in den einzelnen Stimmen bilden hier öfters noch Quartintervalle aus.

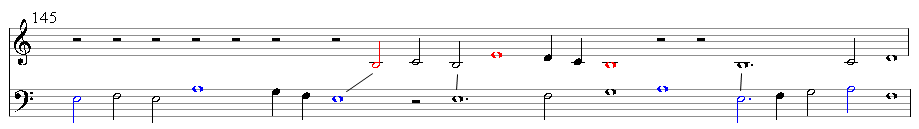
Ausschnitt aus Josquin Desprez’ Benedictus der Missa Pange Lingua

Im Laufe der Zeit bis zur Spätrenaissance und dem beginnenden Barock wird die Quarte aber immer mehr als auflösungbedürftiges Intervall verstanden. Die Quinten- und Quartenharmonik weicht zunehmend Terzen und Sexten. Dies zeigen zum Beispiel die sich entwickelnden Schlussformeln mit Quartvorhaltsauflösung bei Orlando di Lasso und Giovanni Pierluigi da Palestrina als Vorform der Kadenz (Hörbeispielⓘ)

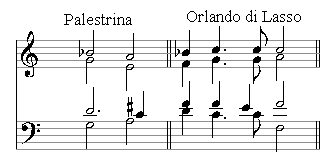
Gängige Schlusskadenzen

In der frühbarocken Musik von Claudio Monteverdi, Palestrina und Girolamo Frescobaldi hat sich dann die Dreiklangsharmonik weitgehend durchgesetzt. Dennoch bleiben diatonisch oder chromatisch auf- beziehungsweise absteigende den Tonraum einer Quarte ausfüllende Gebilde, wie Lamento und Passus duriusculus weiterhin bedeutsam. In den Madrigalen von Claudio Monteverdi und Carlo Gesualdo sind zur intensiveren Ausdeutung des Textes häufig Tendenzen zur Quartbildung in extrem spät aufgelösten Quartvorhalten anzutreffen. In Frescobaldis Toccata cromaticha aus dem Jahr 1635 überlappen sich Quartbereiche aus halbierten Kirchentonarten in verschiedenen Modi.
Im ersten Drittel des 18. Jahrhunderts fixieren bedeutende Theoretiker die theoretischen Grundlagen der Kompositions- und Harmonielehre auch zunehmend schriftlich. Jean-Philippe Rameau legt mit seinen theoretischen Werken Le Traité de l'harmonie réduite à ses principes naturels im Jahr 1722 sowie dem vier Jahre später erscheinenden ergänzenden Nouveau Système de musique theoretique den Grundstein der modernen Musiktheorie hinsichtlich der Akkord- und Harmonielehre. Der österreichische Komponist Johann Joseph Fux veröffentlicht 1725 unter dem Titel Gradus ad Parnassum seine einflussreiche Kompositionslehre für den Kontrapunkt im Stile Palestrinas. In der nach Gattungen gegliederten Lehre gilt das Intervall der Quarte im Satz Note gegen Note als zu vermeidende Dissonanz.
Aber auch in Werken des Hochbarock sind Stellen zu finden, bei denen die alte Macht des Kontrapunktes die Dur-Moll-Tonalität überlagert. So wird im Crucifixus von Johann Sebastian Bachs h-Moll-Messe die übermäßige Quarte und die Unterquinte betont. In seinem Klavierwerk erscheint zum Beispiel in der Fuge Nr. 22 des ersten Teils des Wohltemperierten Klaviers oder der Sinfonia Nr. 9 (Hörbeispielⓘ), die Paul Hindemith wegen ihres mehrdeutigen Harmonieverlaufs als ein „wahres harmonisches Vexierspiel“ bezeichnete, das Intervall der Quarte als besonders zentral.

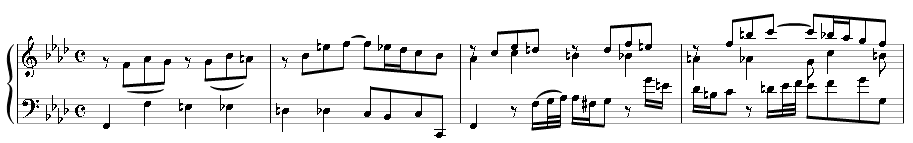
Anfangstakte aus J. S. Bachs Sinfonia in f-moll, BWV 795

### Klassik und Romantik
Der Versuch, für die „Blütezeit“ der Dur-Moll-Tonalität – von der Etablierung der temperierten Stimmung zur Zeit Bachs bis zur Spätromantik – Tendenzen einer Quartenharmonik sehen zu wollen, wäre verfehlt. Eine zunehmend verfeinerte Kadenz- und Dreiklangs-Harmonik bestimmt das musikalische Arbeiten. Das kontrapunktische Element tritt zugunsten der Oberstimme und einer klaren Begleitharmonik zurück. Dennoch sind einige Beispiele zu finden, bei denen Konstruktionsmechanismen über Intervallbeziehung die übliche Harmonik überlagern und zum Teil in den Hintergrund drängen. Dies geschieht häufig, um mit harmonischen Mitteln die Expressivität einer Passage zu steigern.
So überlagert Mozart in seinem so genannten „Dissonanzenquartett“ KV 465 (Hörbeispielⓘ) chromatisch und ganztönig auf- beziehungsweise absteigende Quartzüge. Bogenförmige Quartzüge in der ersten Violine (C – F – C) und im Violoncello (G – c – c1 – g) sind mit einem Unterquintlauf in der zweiten Violine und einem Quintlauf in der Bratsche kombiniert. In Takt 2 und 3 treten auf der ersten Zählzeit Quartvorhalte (1. Violine und Bratsche) dazu. Im Streichquartett KV 464 sind dagegen die Quartvorhalte sehr exponiert.

Takte 11 bis 16 aus dem ersten Satz von Mozarts Streichquartett KV 465

Beispiele für eine solche Tonsprache bieten besonders oft die Gattungen des Streichquartetts und der Klaviermusik, in denen die Komponisten im Allgemeinen experimentierfreudiger arbeiten als in ihrem sonstigen Werk, weil sich solche Musik in aller Regel an ausgesprochene Kenner wendet. Das Thema des vierten Satzes aus Beethovens Klaviersonate op. 110 (Hörbeispielⓘ) besteht aus drei Quartsprüngen (As → Des – B → Es – C → F) und dem abwärts durchlaufenen Quartraum F – Es – Des – C. Die Gegenstimme beim zweiten Themeneinsatz arbeitet ebenfalls mit dem Quartmaterial.

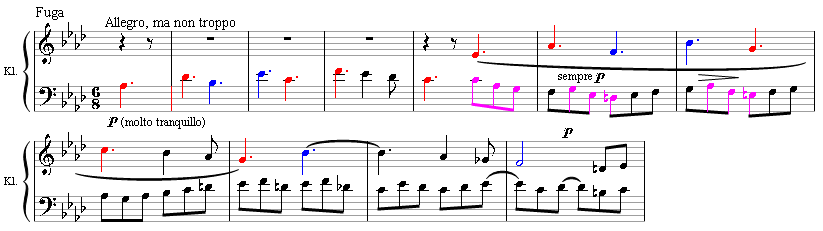
Anfang des vierten Satzes aus Beethovens Klaviersonate Op. 110

Zu Beginn des zweiten Satzes des Streichquartetts a-Moll op. 132 (Hörbeispielⓘ) exponiert Beethoven die Quarte im Dreierschritt (Gis – A – Cis) viermal, indem alle Instrumente unisono spielen. In Takt 5 wird dieser Dreierschritt dann mit einer umgekehrten Variante (Unterquinte) in gemischten Notenwerten kombiniert.

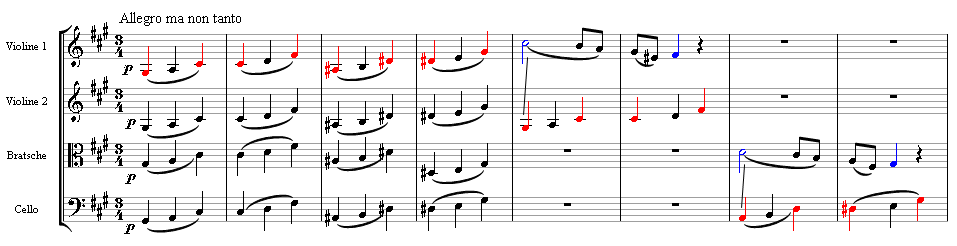
Anfang des zweiten Satzes aus Beethovens Streichquartett a-Moll Op. 132

Von 1850 bis 1900 vollzieht sich dann über Komponisten der Spätromantik wie Anton Bruckner, Richard Wagner, Gustav Mahler und Claude Debussy die Auflösung des gewohnten dur-moll-tonalen Denkens, um zu Beginn des 20. Jahrhunderts dann nicht länger tonal gebundenen Konzepten wie der Quartenharmonik breiten Raum zu lassen.
Wichtig werden Quart- und Quintintervalle in den Werken slawischer und skandinavischer Komponisten wie Modest Mussorgski, Leoš Janáček und Jean Sibelius.

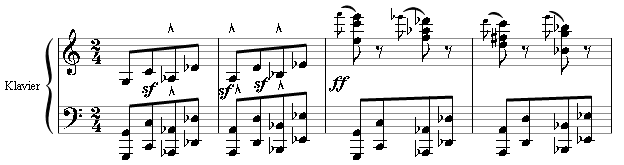
Takt 24 – 27 aus Mussorgskis Die Hütte auf Hühnerfüßen

Dabei zeigt sich in der herb-archaisch unverdeckten Präsentation dieser Intervalle die fruchtbare Auseinandersetzung mit der Volksmusik der jeweiligen Heimatländer. So wirkt Sibelius’ Klaviersonate F-Dur op. 12 aus dem Jahr 1893 mit ihren Tremolo-Passagen und ihrer teilweisen Quartenharmonik relativ hart und modern. Ebenso das folgende Beispiel aus Mussorgskis Klavierzyklus Bilder einer Ausstellung (Избушка на курьих ножках (Баба-Яга) – Die Hütte auf Hühnerfüßen) (Hörbeispielⓘ), in dem die Quarte ganz „ungeschminkt“ auftritt. Ansätze zur Quartenharmonik sind in Janáčeks Rhapsodie Taras Bulba sowie seinen Opern Več Makropulos und Z mrtvého domu (Aus einem Totenhaus), in dem aufsteigende Quarten und Septimen dominieren, zu finden.
Der Freiburger Musikwissenschaftler Christian Berger sieht in seiner Arbeit „Atonalität und Tradition – Anton Weberns Vier Stücke für Geige und Klavier op. 7“ einen Zusammenhang zwischen Richard Wagners sogenannter Liebestod-Melodie aus dem zweiten Akt seiner Oper Tristan und Isolde und Weberns Werk. Beide Werke setzen in der Gestaltung der Melodie Quarträume nebeneinander. In Wagners Werk folgen dem aufwärts gerichteten Quartsprung (Es – As) zwei Halbtonschritte abwärts (As – G – Ges). Der neu erreichte Zielton wird Ausgangspunkt eines neuen Quartraums (Ges – Ces). Dieser Vorgang wird mehrmals wiederholt. Ein ähnliches Prinzip sieht Berger bei Webern verwirklicht, der auf diese Weise acht Quarten hintereinanderstellt.

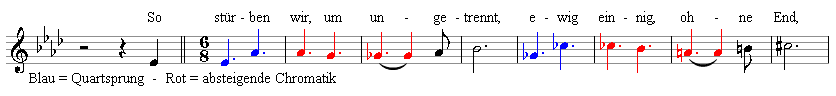
Ausschnitt aus dem 2. Akt von Richard Wagners Oper Tristan und Isolde

### Impressionismus
Schon bei Frédéric Chopin und Franz Liszt, speziell in seinem klanglich ausgedünnten Spätwerk für Klavier (Nuages gris, La lugubre gondola, und anderen Werken) sind dann gelegentlich Quartenakkorde nachzuweisen. In der Musik des Impressionismus lösen sich die Akkorde, deren klangliches Konzentrat bestehen bleibt, zunehmend aus dem harmonischen Funktionszusammenhang und gewinnen den Status autonomer Klangwerte. 

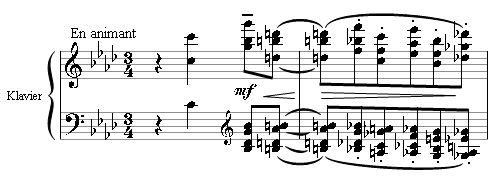
Takt 28 und 29 aus Claude Debussys Prelude 1, 4

Als diese werden sie dann gemeinsam mit Nonakkorden, der Ganztonleiter, der Pentatonik, der Polytonalität und auch Quartschichtungen zu einem wichtigen Ausdrucksmittel von Musikern wie Maurice Ravel, Claude Debussy und anderen. So liegen im vierten Stück Les sons et les parfums tournent dans l’air du soir aus dem ersten Buch von Debussys Preludes dreitönige Quartenakkorde in der rechten Hand über „normal“ aus Vierklängen gebildeten Akkorden in der linken Hand (Hörbeispielⓘ). Weitere Beispiele sind Debussy Orchesterwerk La Mer, La cathédrale engloutie aus den Préludes, sowie Pour les quartes und Pour les arpéges composées aus den Etudes. Im Werk Der Zauberlehrling (L'Apprenti sorcier) des mit Debussy befreundeten Komponisten Paul Dukas aus dem Jahr 1897 versinnbildlichen Folgen von aufsteigenden Quarten, wie die unermüdliche Arbeit des außer Kontrolle geratenen Besens den Wasserspiegel im Haus „steigen und steigen“ lässt. Quartenharmonik ist auch in Maurice Ravels Sonatine und Ma Mère l'Oye anzutreffen.

### Musik des 20. Jahrhunderts

#### E-Musik
Alexander Skrjabin hat von seiner sechsten Klaviersonate an zunehmend häufig einen quintlosen akustischen Tredezimakkord in der weiten Nonlage benutzt, der aufgrund seiner Instrumentation zunächst vielfach auch als Quartenakkord missverstanden worden ist (Mystischer Akkord). 

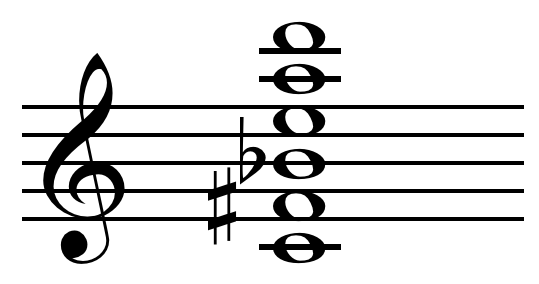

Skrjabin notierte den Akkord auf seinen Skizzenblättern sowohl in dieser weiten Lage als auch in der engen Form als Terzschichtung. Ein inflationärer Gebrauch des Begriffs der Quartenharmonik im Zusammenhang mit der Musik Skrjabins, wie er nach Leonid Sabanejews Aufsatz über Skrjabins Prometheus in der Zeitschrift Der Blaue Reiter im Jahr 1912 aufkam, wäre daher nicht angebracht. Denn erstens sind „Akkorde aus reinen Quarten (wie zum Beispiel in Arnold Schönbergs hierfür mit Recht vielzitierter 1. Kammersinfonie) nicht ohne weiteres mit Mischungen aus übermäßigen, verminderten und reinen Quarten gleichzusetzen sind und zweitens sah Skrjabin seinen sogenannten mystischen Akkord keineswegs als Quartenakkord, sondern vielmehr als eine Widerspiegelung der Obertöne an.“ (Zitiert aus Zsolt Gárdonyi, Paralipomena zum Thema Liszt und Skrjabin, in „Virtuosität und Avantgarde“, hrsg. v. Zsolt Gárdonyi und Siegfried Mauser, Mainz 1988, S. 9.)

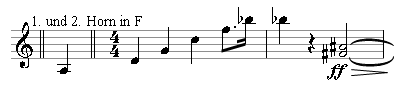
Sechstöniger horizontaler Quartenakkord in Arnold Schönbergs Kammersymphonie op. 9

Ein Meilenstein der Quartenharmonik ist dann Arnold Schönbergs bereits angesprochene Kammersinfonie Op. 9 aus dem Jahre 1906. In den ersten Takten wird ein fünfstufiger Quartenakkord durch sukzessives Auftreten der Töne C – F – B – Es – As in den verschiedenen Instrumenten aufgebaut. Diese vertikale Quartenharmonik löst der Komponist dann durch die horizontale Quartenfolge C – F – B – Es – As – Des in den Hörnern in eine Dreiklangsharmonie auf. Schönberg betont im Gegensatz zu Webern allerdings ausdrücklich, dass diese Neuerungen nicht die Harmoniebeziehungen auflösen, sondern sie bewahren.
Schönberg war auch der erste, der über die theoretischen Konsequenzen dieser harmonischen Neuerung genauer nachdachte. So schreibt er in seiner Harmonielehre von 1922 „Der quartenweise Aufbau der Akkorde kann zu einem Akkord führen, der sämtliche zwölf Töne der chromatischen Skala enthält, und damit immerhin eine Möglichkeit der systematischen Betrachtung jener harmonischen Phänomene erzielen, die in Werken von einigen von uns schon vorkommen: sieben-, acht- neun-, zehn-, elf-, zwölfstimmige Akkorde. (…) Der quartenweise Aufbau ermöglicht (…) die Unterbringung aller Phänomene der Harmonie (…)“
Für Anton Webern bedeuten Quartenschichtungen eine Möglichkeit zur Bildung neuer Klänge. So schreibt er im Jahr 1912: „Durch Alteration werden die Quartenakkorde zu noch nie gehörten Harmonien, die frei von jeder tonalen Beziehung sind.“
Er bekundet die Absicht: „So was mußt du auch machen!“ (S. 52 in seiner Schrift Der Weg zur Komposition) was er in den Vier Stücken für Geige und Klavier op. 7, in denen Quartstrukturen zum wichtigen Gestaltungsprinzip werden, und anderen Werken auch verwirklicht.
Unbeeinflusst von der theoretischen und praktischen Arbeit der Zweiten Wiener Schule setzt währenddessen der Amerikaner Charles Ives in seinem 1906 komponierten Lied The Cage (Nr. 64 der 114-teiligen Liedsammlung) den Klavierpart aus fünfstufigen Quartklängen, über denen sich die Singstimme in Ganztönen bewegt, zusammen.

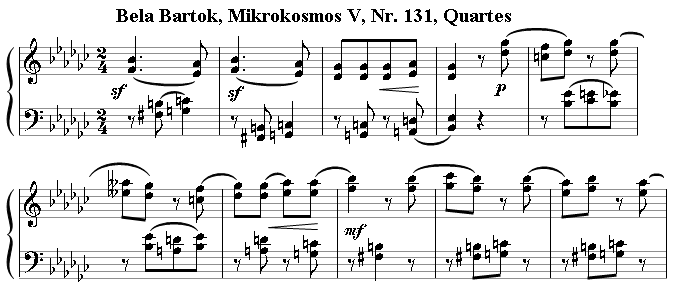
Quarten aus Béla Bartóks Mikrokosmos V, Nr. 131, Quartes

Auch andere Komponisten, wie zum Beispiel Béla Bartók im Klavierwerk Mikrokosmos (Hörbeispielⓘ) oder der Musik für Saiteninstrumente, Schlagzeug und Celesta, Paul Hindemith, Carl Orff oder Igor Strawinsky beschäftigen sich mit Quartenbildungen. Sie verbinden dabei vorromantische Elemente der Barockmusik, des Volksliedes und der Volksmusik mit seiner Rhythmik mit einer zum Teil auf den Intervallen der Quarte und Quinte beruhenden Harmonik.
Hindemith konstruiert zum Beispiel weite Teile des zweiten Satzes seines sinfonischen Werkes Mathis der Maler mittels Quart- und Quintintervallen. Diese treten dabei in Originalgestalt, in Umschichtung (C – D – G wird als Quartakkord D – G – C gesehen), sowie in einer Mischung aus Quarten und Quinten (zum Beispiel Dis – Ais – Dis – Gis – Cis am Anfang von Takt 3 des Notenbeispiels) auf. In Hindemith einen vehementen Vorkämpfer einer expliziten Quartenharmonik zu sehen, wäre hingegen falsch. So betont er in seiner 1937 erschienenen Unterweisung im Tonsatz, „dass die Töne eine Familienzugehörigkeit besitzen, die sich in der Bindung an tonale Haupttöne äußert, die eine unzweideutige Rangliste der Tonverwandtschaften aufstellt.“, sowie die Kraft des Dreiklangs „… der Musiker ist an ihn gebunden, wie der Maler an die primären Farben, der Architekt an die drei Dimensionen.“. In den von ihm aufgestellten nach harmonischer und melodischer Kraft geordneten Reihen erscheinen Oktave, Quinte und Terz gegenüber der Quart bevorzugt. „Das stärkste und eindeutige harmonische Intervall ist nächst der alleinstehenden Oktave die Quinte, das schönste jedoch die Terz wegen ihrer in den Kombinationstönen begründeten Akkordwirkung.“
In seiner Harmonielehre aus dem Jahr 1922 bemerkt Schönberg auf Seite 487 dazu: „Außer mir haben meine Schüler Dr. Anton Webern und Alban Berg solche Klänge [gemeint sind Quartenklänge] geschrieben. Aber auch der Ungar Béla Bartók oder der Wiener Franz Schreker, die beide einen ähnlichen Weg gehen wie Debussy, Dukas und vielleicht auch Puccini, sind wohl nicht weit davon entfernt.“
Eine fast durchgängige Quartenharmonik erklingt bei Bertold Hummel in seiner im Jahr 1966 komponierten zweiten Sinfonie. Ebenfalls deutlich von Quartenharmonik geprägt sind die Werke von Mieczysław Weinberg. Hermann Schroeder verfremdet in seinen Werken zum Teil Elemente des gregorianischen Gesangs durch Quinten und Quartenharmonik. Diese findet sich zum Teil auch im Werk des Polen Witold Lutosławski, das sich teilweise allein auf das einzelne Intervall ohne harmonische Schwerpunktbildung bezieht, indem es verschiedene Kombinationen wie zum Beispiel Quarten mit Ganztönen, Tritoni mit Halbtönen und andere Möglichkeiten erforscht.
Im ersten Satz von Olivier Messiaens Turangalîla-Sinfonie vereinigen sich ab Takt 17 die in den ersten Takten horizontal verwendeten Töne zu einem sechstönigen, abwechselnd aus Quarten und Tritoni aufgebauten Klang, der auf Schönberg und Skrjabin verweist. Allerdings sind die im Werk von Messiaen anzutreffende Quartenbildungen besser unter Bezug auf die von ihm entwickelten „Modi mit begrenzten Transpositionsmöglichkeiten“ zu interpretieren.
Eine Vorliebe für Quartstrukturen ist außerdem in den Werken von Leo Brouwer (10 Etüden für Gitarre), Robert Delanoff (Zwiegespräche für Orgel und Gitarre aus dem Jahr 1982), Ivan Wyschnegradsky, Tōru Takemitsu (Cross Hatch) sowie Hanns Eisler (Hollywood-Elegien) zu finden. Im 20. Jahrhundert, speziell ab den 60er Jahren, emanzipieren sich daneben mit den Clustern auch zunehmend Gebilde aus nebeneinander liegenden kleinen und großen Sekunden. Bedeutend sind diese im Werk von György Ligeti, zum Beispiel in seinem Orchesterstück Atmosphères aus dem Jahr 1961.
Als Überleitung zum Abschnitt Jazz, sei schließlich noch George Gershwin erwähnt, der zum Beispiel im ersten Satz seines Klavierkonzert in F alterierte Quartklänge chromatisch abwärts in der rechten Hand mit einer chromatisch aufwärts führenden Skala in der linken Hand verknüpft.

#### Jazz
Der Jazz – als gerade im harmonischen Bereich ausgeprägt eklektische Musik – übernimmt in seinen frühen Stilen (bis etwa zum Swing der 1930er Jahre) das Vokabular der europäischen Musik vor allem des 19. Jahrhunderts. Wichtige Einflüsse kamen dabei aus Oper, Operette, Militärmusik sowie der Klaviermusik der Klassik, Romantik und teilweise des Impressionismus. Insbesondere Musiker mit ausgeprägtem Interesse an harmonischem Farbenreichtum nutzen in diesem Rahmen die meisten bereits vorhandenen Verwendungsmöglichkeiten der Quarte; hier wären vor allem Pianisten und Arrangeure wie Jelly Roll Morton, Duke Ellington oder Art Tatum zu nennen. Jedoch behandelt der ältere Jazz im Wesentlichen harmonische Bildungen mit Quarten in der herkömmlichen Weise als auflösungsbedürftige Vorhalte.

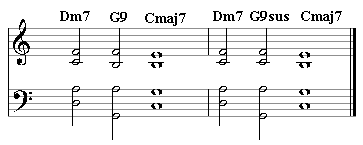
Die II–V–I-Kadenz Der Quartvorhalts- oder sus-Akkord

Der moderne Jazz seit dem Bebop bringt hier einen ästhetischen Wandel: Wurden vorher die Akkorde klanglich relativ eindeutig (als Dur, Moll, Dominante etc.) und eher blockartig nebeneinandergestellt, bevorzugen die späteren Musiker häufig fließende, glattere Übergänge, welche die Farben der Akkorde stärker verwischen und mehrdeutiger erscheinen lassen. Ein Paradebeispiel hierfür ist die im modernen Jazz äußerst beliebte II–V–I-Kadenz. Diese lässt sich allerdings auch leicht funktionsharmonisch deuten. Der Dm7-Akkord bildet eine in seiner Dominantwirkung etwas abgeschwächte Molldominante zum G-Dur-Akkord. G 79 bildet seinerseits eine durch die None geschärfte Dominante zum C-Dur-Akkord. So wird eine schnelle Rückung von einer Tonika zur nächsten und damit eine schnelle Umdeutung des tonalen Zentrums vollzogen.
Spielt der Musiker nun für den Dominantakkord in den Oberstimmen dieselben Töne wie für den Mollseptakkord, so ist dies technisch gesehen korrekt, schärft die Stimmführung klanglich etwas und entspricht obendrein der improvisierten, fragmentierten Ästhetik vieler moderner Jazzkompositionen, die nicht selten in rasenden Tempi gespielt werden. Quartbildungen dieser Art waren seit den 1940er Jahren gängige Praxis.

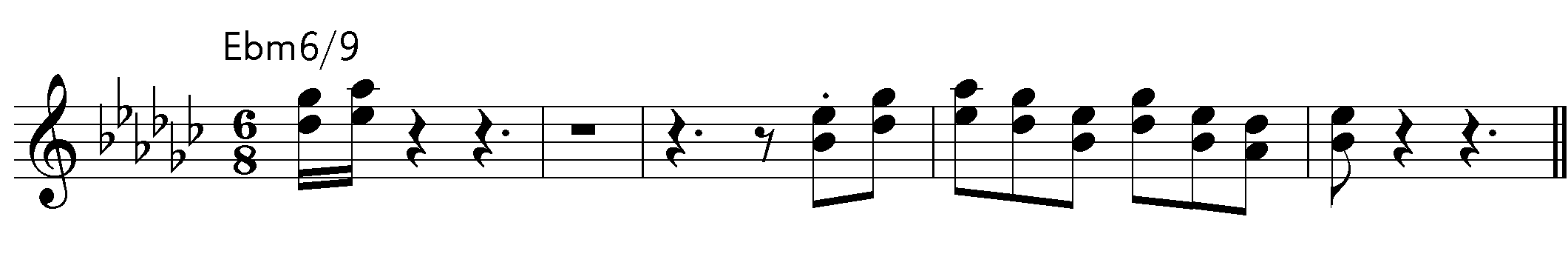
Typischer Hard Bop-Bläsersatz: Aus Horace Silvers Señor Blues

Der Hard Bop der 1950er Jahre erschließt dem Jazz eine neue Verwendungsmöglichkeit der Quarte. Hier werden in der seinerzeit typischen Quintett-Besetzung die Stimmen der beiden Bläser, gewöhnlich Trompete und Saxophon, gerne in reinen Quarten geführt, während das Klavier als eigentliches Harmonieinstrument die zugrundeliegenden Akkorde sparsam andeutet, wie in Horace Silvers Titel Señor Blues. Dies war sinnvoll, da der neue Stil wieder gemäßigtere Tempi bevorzugte. Hier hätte das charakteristische Unisono der Bebop-Bläser-Sections oft klanglich zu „mager“ gewirkt, andererseits hätte eine ausgefeiltere Polyphonie der Bläser Assoziationen an den Cool Jazz geweckt, den viele der schwarzen Musiker der Epoche als zu wenig „hart“ und expressiv empfanden.
Miles Davis verwendet mit seinem Sextett einen bereits sehr selbständigen, quasi-freien Quartklang für die Komposition „So What“.
Bis zum Beginn der 1960er Jahre waren diese verschiedenen Einsatzmöglichkeiten der Quarte so vertraut geworden, dass die Musiker dazu übergingen, die nunmehr etablierten Klänge selbständig, das heißt unter Verzicht auf die Auflösung des Vorhalts einzusetzen. Der eigentliche Pionier der Quartenharmonik, wie sie im Jazz und Rock später gebräuchlich wurde, war der Pianist McCoy Tyner, der durch sein Spiel mit dem „klassischen“ Quartett des Saxophonisten John Coltrane einer der einflussreichsten Musiker seines Instruments für diese Epoche wurde.
In einer engen Wechselbeziehung steht die Quartenharmonik auch mit der „Entdeckung“ der im Jazz seinerzeit neuen Tonleitermodelle. Die Jazzmusiker begannen, ausgiebig mit den so genannten Kirchentonarten der Alten Musik Europas zu experimentieren und stellten in diesem Prozess fest, dass die ebenfalls an Mittelalter und Renaissance angelehnte Klangwelt der Quartharmonik zu einer improvisatorischen, jazzmäßigen Verwendung dieser Skalen besonders gut passte. Komponisten, die für diese Stilistik typische Stücke schrieben, waren beispielsweise die Pianisten Herbie Hancock und Chick Corea. Viele ihrer Stücke übernahmen in jeweils unterschiedlichem Maße Elemente des zeitgleich entstandenen Free Jazz, der Quartstrukturen aufgrund ihrer harmonischen „Flüchtigkeit“ und Instabilität ebenfalls ausgiebig verwendete.
Durch dieses intensive Experimentieren mit der Quartenharmonik war deren ursprünglich revolutionäre Wirkung im Jazz schnell erschöpft. Seit der Zeit um etwa 1970 gehören Quartklänge in dieser Musik zum gängigen Kanon der alltäglichen Praxis. Im Jazz, in dem die Akkorde häufig aus dem Material einer Skala gebildet werden, bezeichnet man deren konkrete Darstellung oft mit dem Begriff Voicing. Quartenakkorde werden analog dazu häufig Quartenvoicings genannt.

#### Rockmusik
In der Rockmusik wird das Intervall der Quarte besonders in der Bildung eines Songgerüstes durch Riffs und Powerchords durch offene Quinten und Quarten anstelle der Dreiklangsharmonik relevant.  Im Bereich des Funk sind synkopierte, von Gitarren, Keyboards oder der Bläsersektion vorgetragene Einwürfe in Quarten ein beliebtes Stilmittel. Ein Beispiel hierfür ist folgender Riff aus dem Titel Flashlight von George Clintons Band Parliament aus dem Jahr 1977. Im Hardrock und Heavy Metal bauen oft ganze Songs auf von der E-Gitarre aus Quinten und Quarten gebildeten Riffs auf.
So spielt der Gitarrist Ritchie Blackmore auf dem Titel Man on the Silver Mountain seiner Band Rainbow aus dem Jahr 1975 folgenden auf Quarten aufgebauten Riff. Ein Grund für die Bevorzugung von Quartintervallen in der Rockmusik ist dabei eindeutig darin zu sehen, dass dieses Intervall auf dem „Hauptinstrument der Rockmusik“, der Gitarre, besonders einfach zu greifen sind, weil die Saiten im Quartabstand gestimmt sind.
Progressive-Rock-Bands wie King Crimson, Gentle Giant oder Emerson, Lake and Palmer zeigen ebenfalls eine Vorliebe für Melodik, Harmonik sowie gleichbleibende Begleitmuster (Ostinati), auf Quartenbasis. So beruhen einige Titel von Emerson, Lake & Palmer, wie zum Beispiel der Anfang von Tarkus (Eruption) auf Bassostinati. In diesem Fall auf der vierstufigen über F errichteten Quartfolge F – B – Es – B – As – Es – B) sowie der dreistufigen einen Halbton höher auf Fis aufbauenden Folge E – H – Fis.
Einen Rückgriff auf vorklassische Kompositionsprinzipien macht Gentle Giant in ihrem zu Beginn rein vokal (a cappella) gehaltenen Titel Design. Über zwei wechselnden mit Unterquartkoppelung versehenen vierstimmigen vom Quartintervall dominierten Akkorden (F – B – D – As und D – G – C – E) setzen drei Singstimmen nacheinander kanonisch imitierend ein. Hierbei werden herbe Quartklänge zwischen den drei Oberstimmen bewusst in Kauf genommen.
Die angeführten Beispiele sollen jedoch nicht über den Sachverhalt hinwegtäuschen, dass in der überwiegenden Mehrzahl der Musikstücke in Rock und Pop-Musik, und ganz besonders in der massenkompatiblen und kommerziell erfolgreichen, eine klare Dur-moll-Tonalität mit einfachen, manchmal um Septime und None erweiterten, Dreiklängen vorherrscht. Der Quarte kommt dabei meist nur die Rolle in einem Quartvorhaltsakkord, wie in der Rock-Ballade Burn Down the Mission von Elton John, zu.

#### Lateinamerikanische Musik
Die Popularmusik der lateinamerikanischen Länder steht mit den Entwicklungen in den USA traditionell in denkbar engstem Austausch. 

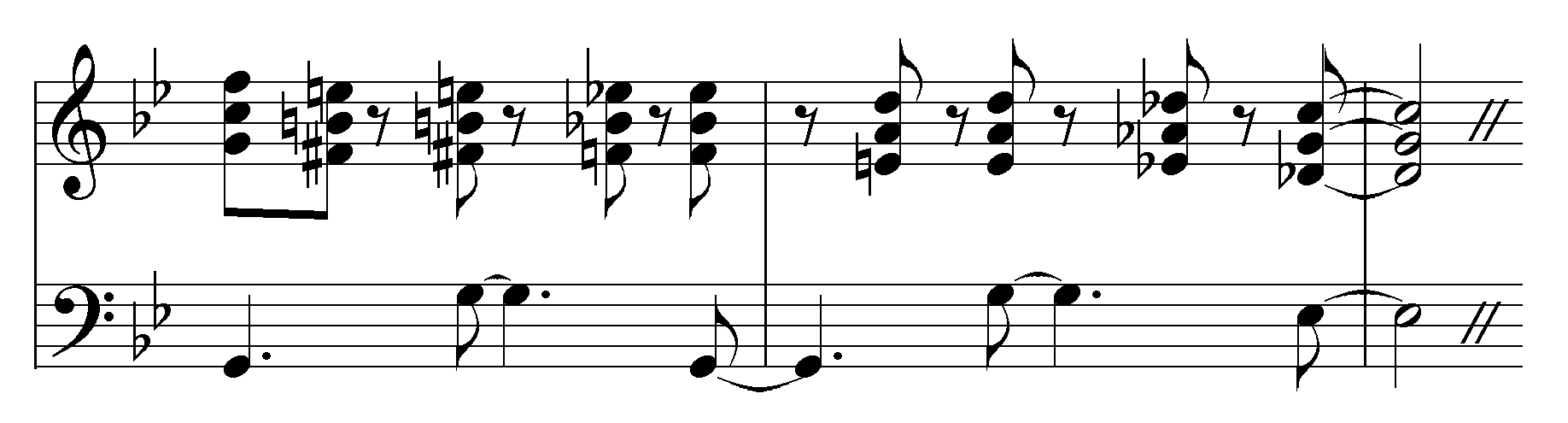
Bläsersektion aus Ray Barrettos Version von „Amor Artificial“

 In Bezug auf harmonische Neuerungen herrscht gewöhnlich die Tendenz vor, dass Konzepte der US-amerikanischen Stile binnen kurzer Zeit in den Latin-Stilen übernommen werden. Die Quartenharmonik fand ihren Weg in die Salsa und den Latin Jazz zuerst über den Jazz der Spielart John Coltranes, der auch aufgrund seiner rhythmischen Auffassung für viele Musiker aus der afro-kubanischen Tradition sehr inspirierend wirkte. Die Verbindung dieser Elemente mit dem Rock wurde weltbekannt durch den Gitarristen Carlos Santana.

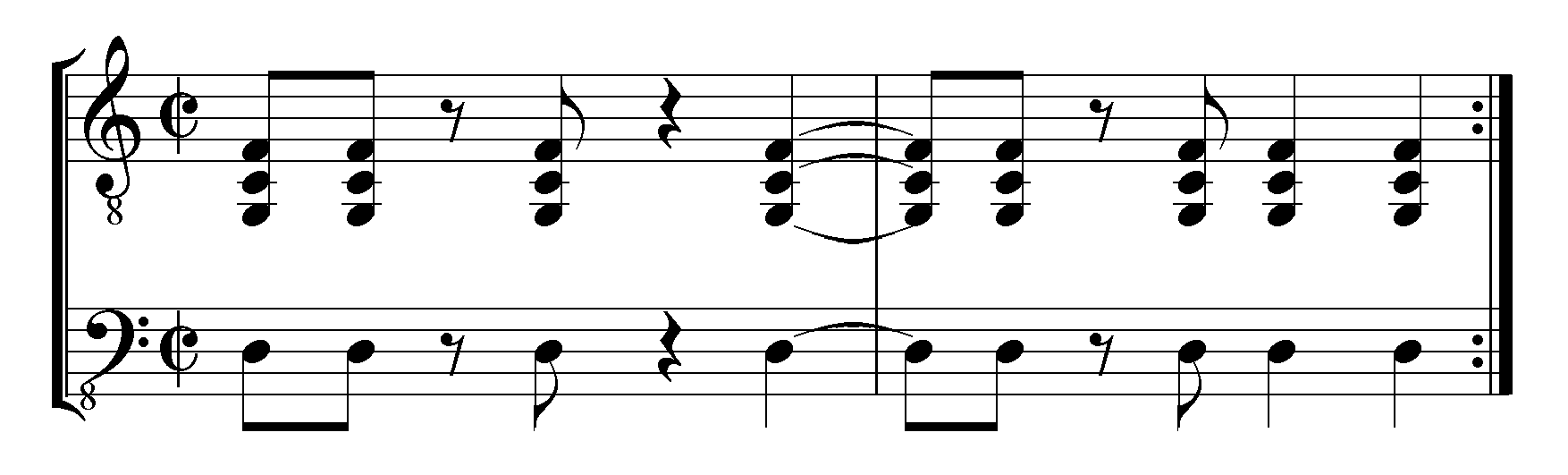
Gitarren-Break aus Milton Nascimentos Komposition „Vera Cruz“

 Da in der Música Popular Brasileira die Gitarre als Harmonieinstrument eine ähnlich zentrale Stellung einnimmt wie im Rock, wurden in Brasilien viele quartenharmonisch orientierte Gitarrenspielweisen von dort entlehnt und den eigenen rhythmischen Traditionen angepasst (so zum Beispiel im Tropicalismo). Jedoch lässt sich umgekehrt ebenso konstatieren, dass der bedeutende brasilianische Komponist Heitor Villa-Lobos (1887–1959) Pionierarbeit leistete, indem er in der ersten Hälfte des 20. Jahrhunderts Elemente der Volks- und Popularmusik seiner Heimat mit den quartenharmonischen Experimenten der E-Musik Europas und Nordamerikas in exemplarischer Weise zu verbinden wusste.

### Allgemeines
- Diether de la Motte: Harmonielehre. dtv, München 1976, ISBN 3-423-04183-8.
- Urs Martin Egli: Hören und Nachdenken – Eine reale Harmonielehre. HBS Nepomuk, Aarau 2003, ISBN 3-907117-15-8.
- Zsolt Gardonyi, Hubert Nordhoff: Harmonik. Karl Heinrich Möseler, Wolfenbüttel 1990, 2002, ISBN 3-7877-3035-4.

### Mittelalter, Renaissance, Barock
- Rudolf Flotzinger: Perotinus musicus. Schott, Mainz 2000, ISBN 3-7957-0431-6.
- Claus Ganter: Kontrapunkt für Musiker – Gestaltungsprinzipien der Vokal- und Instrumentalpolyphonie des 16. und 17. Jahrhunderts in der Kompositionspraxis von Josquin-Desprez, Palestrina, Lasso, Froberger, Pachelbel u. a. Musikverlag Emil Katzbichler, München / Salzburg 1994, ISBN 3-87397-130-5.
- Martin Geck: Johann Sebastian Bach. Rowohlt, Reinbek 2002, ISBN 3-499-50637-8.
- Peter Niedermüller: „Contrapunto“ und „effetto“ – Studien zu den Madrigalen Carlo Gesualdos. Vandenhoeck & Ruprecht, Göttingen 2001, ISBN 3-525-27908-6.
- Johann Gottfried Walther: Musicalisches Lexicon […]. Wolffgang Deer, Leipzig 1732, S. 508 (Quarta fundamentalis und Quarta non fundamentalis).

### Klassik und Romantik
- Zsolt Gardonyi, Siegfried Mauser: Virtuosität und Avantgarde – Untersuchungen zum Klavierwerk Franz Liszts. Schott, Mainz 1988, ISBN 3-7957-1797-3.
- Theodor Helm: Beethovens Streichquartette: Versuch einer technischen Analyse dieser Werke im Zusammenhange mit ihrem geistigen Gehalt. M. Sändig, Wiesbaden 1971, ISBN 3-500-23600-6.
- Theo Hirsbrunner: Claude Debussy und seine Zeit. Laaber-Verlag, Laaber 2002, ISBN 3-89007-533-9.

### E-Musik des 20. Jahrhunderts
- Hermann Danuser: Amerikanische Musik seit Charles Ives. Laaber-Verlag, Laaber 1987, ISBN 3-89007-117-1.
- Gottfried Eberle: Zwischen Tonalität und Atonalität – Studie zur Harmonik Alexander Skrjabins. Musikverlag Emil Katzbichler, München / Salzburg 1978, ISBN 3-87397-044-9.
- Ekkehard Kreft: Harmonische Prozesse im Wandel der Epochen (3.Teil) Das 20. Jahrhundert. Peter Lang, Frankfurt am Main 1999, ISBN 3-631-47141-6.
- Arnold Schönberg: Harmonielehre. Universal Edition, Wien 1922, 2001, ISBN 3-7024-0264-0.

### Jazz, Rock, Lateinamerikanische Musik
- David N. Baker: Jazz Improvisation. Frangipani, Bloomington Ind 1983, ISBN 0-89917-397-7.
- Wolf Burbat: Die Harmonik des Jazz. dtv Bärenreiter, Kassel 1998, ISBN 3-423-30140-6, ISBN 3-423-04472-1.
- Rebeca Mauleón: Salsa Guidebook. For piano and ensemble. Sher Music, Petaluma Cal 1993, ISBN 0-9614701-9-4.
- David H. Rosenthal: Hard Bop. Jazz and Black music 1955–1965. Oxford University Press, New York 1993, ISBN 0-19-508556-6.

### Online-Volltexte zu Spezialfragen
- Christian Berger: Klang und Struktur – Debussy und die Französische Musik um 1900. (Memento vom 30. September 2007 im Internet Archive) (PDF-Datei; 389 kB).
- Witold Lutosławski – Zwölfton-Harmonik, Formbildung, „aleatorischer Kontrapunkt“ (Memento vom 29. Januar 2005 im Internet Archive)
- Modale Kompositionstechnik bei Olivier Messiaen am Beispiel ausgewählter Abschnitte aus „La Nativité du Seigneur“. (Memento vom 28. September 2007 im Internet Archive)
- Atonalität und Tradition – Anton Weberns Vier Stücke für Geige und Klavier op. 7 (PDF-Datei; 339 kB).
- Jörn Nettingsmeier: Quartenstrukturen in Hanns Eislers Hollywood-Elegien (Memento vom 28. September 2011 im Internet Archive) (PDF-Datei; 190 kB).
- Quartenakkorde in den Etüden von Leo Brouwer (Memento vom 28. September 2011 im Internet Archive) (PDF-Datei; 198 kB).
- Peter Hecker: Quartenakkorde in Béla Bartóks Zyklus „Im Freien“ (Memento vom 29. September 2007 im Internet Archive) (PDF-Datei).
- Einführung in Arnold Schönbergs Kammersymphonie für fünfzehn Soloinstrumente op. 9 (Memento vom 18. Januar 2008 im Internet Archive)
- Modalität und Kontrapunkt in Frescobaldis Toccata cromaticha (PDF-Datei; 409 kB).
- Quartenstrukturen in der modernen isländischen Klaviermusik (MS Word; 1,2 MB).